# モノモタパ王国

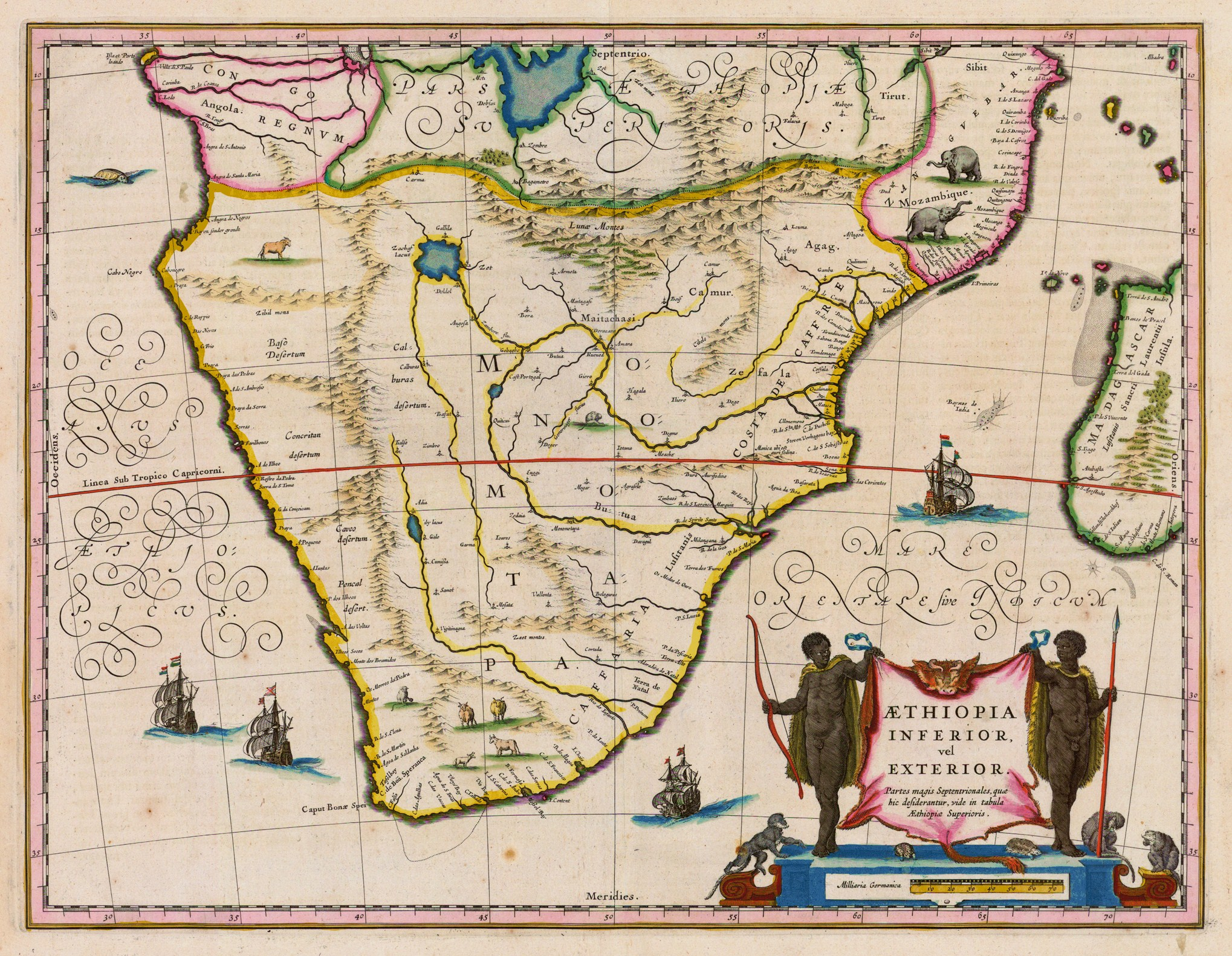
17世紀のヨーロッパで作成された南アフリカの地図。アンゴラから喜望峰が支配領域に含まれている。

モノモタパ王国（Monomotapa）もしくはムタパ王国（Mutapa）は、かつてアフリカ大陸の南東部に存在していた国家。南部アフリカのザンベジ川とリンポポ川の間に広がり、支配領域にはジンバブエ共和国とモザンビーク共和国の領土にあたる地域が含まれている。最盛期の16世紀半ばには北はザンベジ川、南はサビ川、西はジンバブエ高原北西部のマニャメ川、東はインド洋に影響力を行使していたが、一部のポルトガル語文献にはアンゴラから喜望峰までを支配する大国として誇張して記されている。
モノモタパ、ムタパのほか、ムニュムタパ、ムウェネムタパ、ベノモタパなどの呼称も用いられる。ポルトガル語に由来する「モノモタパ（Monomotapa）」は「征服した土地の王子」を意味する「Mwenemutapa」という称号の音訳であり、ムウェネ（Mwene）は「王子」、ムタパ（Mutapa）は領土を意味する言葉である。モノモタパという称号が王国自体を指す言葉として使われるようになり、ある時期には「モノモタパ」の語が王国の支配領域と共に地図上に併記されていた。
ルヤ川の源流付近に存在するツォンゴンベ（ゾンゴンベ）遺跡は、最初期のモノモタパ王国の首都に推定されている。16世紀のモノモタパ王国の首都はカミ川の近辺に存在していたと考えられているが、正確な位置は判明していない。

## 歴史

### 王朝の起源
モノモタパ王国の始まりは15世紀前半に遡る 。ジンバブエ王国に従属するショナ人のカランガの貴族が放牧地や金鉱を求めて北に進み、彼らはやがてモノモタパ王国の支配者となったと考えられている。口承では、ムトタという名前の王子が王朝の始祖だと伝えられている。ムトタの後継者であるマトペは、建国されたばかりの王国をインド洋沿岸に至る地域の大部分を支配する国家に拡張した。マトペの軍隊はマニカ王国、沿岸部のキテベ王国とマダンダ王国を制圧したと言われている。
ポルトガル人によって採取されたムトタとマトペによるモノモタパ王国の創始を述べた口承の正確性は疑問視されている。しかし、王朝の創始者がアフリカ大陸の南から北に勢力を拡大する伝説は、出土品の分布といった考古学的史料とも矛盾せず、先に存在したジンバブエ王国の「石の家」建築文化も南から北に拡大したことが指摘されている。
ポルトガル人がモザンビークの沿岸部に到達したときには、モノモタパ王国は南アフリカにおける最大のショナ人の国家に成長していた。1506年にポルトガル人書記ディオゴ・デ・アルカソヴァが作成した報告書には、モノモタパ王国の宮廷で起きた権力闘争のためにソファラへの金の流通が停滞していることが記されている。

### ポルトガルとの接触

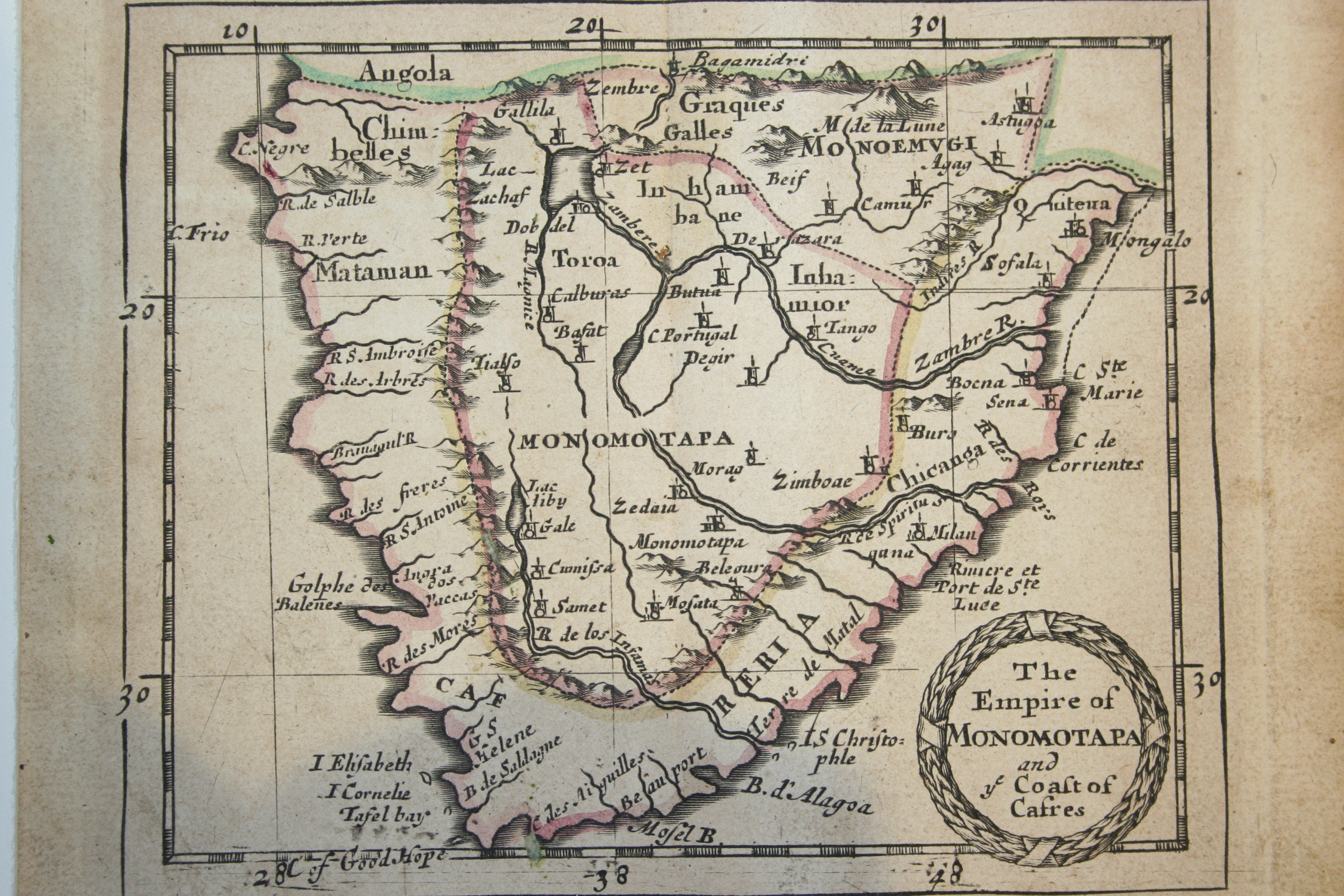
16世紀のポルトガルで作成された、アフリカ南部にモノモタパ王国の領土が描かれた地図

1515年にポルトガル人はキルワ島とソファラを破壊し、アフリカ南東部の沿岸地帯の大部分を支配下に置いた。彼らの主な目的はインド交易の支配権を握ることにあったが、ポルトガル人は無意識のうちにモノモタパの従属国とインドの間で高級品を運ぶ役割を持つようになっていた。南東アフリカ探検の草分けであるAntónio Fernandes (アントニオ・フェルナンデス）は1514年から2度内陸部の探検を行い、この時にモノモタパ王国の領土を訪れたと考えられている。
ポルトガル人が南東アフリカの沿岸部に到達した後、モノモタパ王国は使者を派遣して友好の意思を示し、1540年までにモノモタパ王国とポルトガル人の間に通商関係が成立する。モノモタパの国王はポルトガル人に領内での商業活動を認める一方、彼らの活動を監視して徴税を担う「諸門のキャピタン」を任命した。1525年にモノモタパ王国はソファラを占領し、モザンビーク島に集落を建設する。その一方でポルトガル人はモノモタパ王国の勢力が弱い地域に進出し、多くの市場を開拓した。

### 偶然がもたらした十字軍
1560年末にポルトガルのイエズス会宣教師en:Gonçalo da Silveira（ゴンザロ・ダ・シルヴェイラ）はモノモタパ王国の宮廷を訪れ、布教活動を行った。翌1561年1月に国王ネゴモ・ムプンザグトと彼の家族、宮廷の要人はキリスト教に改宗するが、霊媒師などの保守勢力は集団改宗に強く反発し、同年3月にシルベイラは処刑される。1569年にポルトガル王セバスティアンはフランシスコ・バヘト（バーレトウ）が率いる1,000人の遠征隊を派遣するが、作戦は遅々として進まず兵数も減り、1572年にようやく遠征隊はザンベジ川を発して進軍する。マラリアや眠り病は遠征隊の戦力を大きく削り、イスラーム商人や敵対的な部族勢力で消耗した遠征隊はテテに退却した。
テテに帰還したバヘトが病没した後に後任の指揮官となったバスコ・フェルナンデス・オメムはソファラから内陸部に西進し、非協力的な態度をとったキテベ王国、マニカ王国を攻撃した。マニカでは金山の調査が行われたが商業的経営は困難であると判断され、ポルトガル人による「十字軍」はモノモタパ王国の軍隊と交戦することなく終了した。その後、アフリカ大陸に居住するポルトガル人の集団を中心として、モノモタパ王国とポルトガル勢力の平和的通商関係が復活した。ポルトガル人、ポルトガル人とアフリカの人間の混血児が台頭し、彼らはザンベジ川下流域に土地を保有するようになる。1597年と1599年の二度にわたってモノモタパ王ガティ・ルセレは北方のマラウイ諸部族の侵入に対抗するためにポルトガル人勢力から援助を受け、1600年から9年に及ぶ内争でもポルトガル人から支援を受けた。1607年に援助の見返りとしてガティ・ルセレはポルトガルの武装勢力の領内の進入を認め、全ての鉱山を割譲する条約を締結するが、これらの条件は履行されなかった。

### ポルトガルの支配
ガティ・ルセレの死後、ポルトガルはキリスト教に改宗してゴアに留学していた王子ディオゴを国王に擁立した。1624年にショナ人文化の中で成長したディオゴの王子カパラリゼが新たな王となり、ディオゴ時代の重臣に代わって起用されたカラパリゼの側近たちはポルトガル人の排除を主張した。1628年にポルトガルの使者がモノモタパの宮廷で殺害される事件が起き、王国の領内でポルトガル人の商業活動が禁止される。翌1629年にカパラリゼはポルトガル軍に敗れてザンベジ川北岸に逃亡し、カパラリゼの叔父であるマブラが王位に就けられた。1631年に各地の主張や有力者を味方に付けたカパラリゼが反撃に出るが、モザンビーク総督スーザ・デメネセズによって反抗は1632年までに鎮圧された。
マブラは即位後に女王と共に洗礼を受けてフィリッペと名乗り、数代に渡ってキリスト教徒のモノモタパ王が現れた。1629年にマブラはポルトガル王国に臣従を誓い、ポルトガル人からの徴税権の保持は認められたものの、金の貢納、鉱山を与える権限の放棄を認めなければならなかった。王国内での宣教師の行動と商人の移動の制約は解除され、ジンバブエ高原北東部はポルトガル軍閥による鉱山の採掘と人間の徴発によって荒廃する。モノモタパの東のバルウェ王国はポルトガルの直接支配を受け、ポルトガル本国の臣従国となったキテベ、マニカでも傀儡の王が擁立された。

### チャンガミレ王国の侵入
17世紀後半、モノモタパ王ムコンブウェに仕えていた牛の世話役であると言われるチャンガミレ・ドンボはモノモタパ王国の南のブトゥアで独立し、新たな地方勢力チャンガミレ王国が形成された。1684年のマウングウェの戦いでドンボはモザンビーク総督が率いるポルトガル軍に勝利を収め、返す刀でチャンガミレの本拠地を攻撃しようとしたムコンブウェを破る。
1692年にムコンブウェが没した後、ポルトガルの擁立した国王ドム・ペドロに対抗してニャクネムビレが王位に就いた。ニャクネムビレは外国人の活動に制限を設けようと試み、1693年にチャンガミレ王国の力を借りてポルトガル勢力をジンバブエ高原一帯から放逐した。ロズウィ族（ロジ）を率いるドンボによってポルトガル人の交易拠点（フェイラ）であるダンバラレが破壊され、ポルトガル商人をはじめとする50人ほどの住民が殺害されたと伝えられている。1692年から1694年までの間、ニャクネムビレが独立した君主として王国を統治していたが、ニャクネムビレはポルトガル人との戦いで落命する。1695年にドンボはマニカ王国の金の産出地を制圧した後、軍隊を東に進め、ポルトガルのフェイラであるMasikwesiを破壊した。軍事作戦の成功によってブトワからマニカに至る全ての金の産出地の支配権を完全に掌握することが可能となり、チャンガミレ王国はモノモタパ王国に代わる最大のショナ人の国家に成長した。
1694年から1709年までモノモタパ王国では内戦が続き、この期間に9人の国王が即位した。1711年にモノモタパ王国の首都はチャンガミレの攻撃を受けて陥落し、王は殺害される。チャンガミレの協力者であるサムトゥンブがモノモタパ王位に就けられた後、モノモタパの宮廷はチャンガミレからポルトガルとの交渉を制限され、「ジンバブエ」という宮廷の名称を使用することが禁じられる。チャンガミレはすぐにモノモタパ王国への関心を失い、南の地域での地位の強化を試みるようになった。

### 王国の崩壊
1720年頃にモノモタパは独立を回復するが、この時点でモノモタパ王国はジンバブエ高原に所有していた領土のほぼ全てをチャンガミレ王国に奪われていた。交易の中心がザンベジ川流域に移るに伴い、1723年にモノモタパ王ニャマンドゥは首都をマゾウェ川流域の高原地帯からザンベジ川の低地に移転する。モノモタパ王国の勢力圏は東はテテ近郊のポルトガル人の領地、西はザンベジ川流域のズンボに限定され、かつて宮廷が置かれていた地域には東のショナ系グループが流入した。1735年に終わるニャマンドゥの治世の後、ニャマンドゥ家とボロマ家が王位を巡って対立し、1767年までに9人の王が現れた。1767年から1804年まで3人の王が即位するが、二つの家門の対立は解消されなかった。ポルトガル人との戦闘、内部抗争においてはニャイと呼ばれる戦士の集団が活躍したが、彼らの一部は主君への奉仕を放棄して賊徒となり、ズンボとテテの間を往来する商人たちを襲って税を取り立てた。
1804年から1884年まで、少なくとも6,7人の人間がモノモタパ王位に就いた。モノモタパ王国の威信と政治的影響力の低下は続き、王国の実態は領地を所有する有力家門の連合体に変化していた。1851年にモノモタパ王と面会した探険家デイヴィッド・リヴィングストンはポルトガルが宣伝する強力な国王像と落魄した実際の王の姿の差に驚き、かつての栄光の名残は100人ほどの妻妾だけだと日記に書き残している。彼らは「マンボ」の称号を用い、1917年にMambo Chiokoがポルトガルとの戦闘で殺害されるまで独立を保った。

## 社会
モノモタパ王国は中央集権国家というよりも、雑多な首長国で構成される連合王国としての性質が強かった。有力諸侯の抵抗と王位を巡る王族間での争いといった内訌が頻繁に起こっていたが、権力闘争は王家とその側近の中で行われていたため、外部の勢力の介入が起こらない限り、国内には一定の秩序が保たれていた。複雑な宮廷制度と王を頂点とする階級組織が発達し、ポルトガル人によって様々な官職名が記録されている。貴族には子弟を宮廷に送り出すことが課せられ、彼らは小姓や衛兵として宮廷で教育を受けた。また、母后と9人の正妃は王宮の敷地内に個人の小宮廷を持ち、国王は正妃のほかに3,000人に達する側室と侍女を所有していた。
モノモタパ王国の国王が神聖性を有することを伝える文献が幾つか存在し、国王は司祭としての役割も有していたとも考えられている。一般の臣民は国王の声を聞くことは許されていたが姿を見ることはできず、国王の一挙一動を模倣したことが伝えられている。国王は完全無欠の存在であるため、身体が欠損し、あるいは病によって健康を害した国王は毒を飲んで自殺するという「王殺し」の習慣を伝える文献もあるが、これは有名無実化していた実際に行われていない習慣だと考えられている。国王が生きている限り燃やされ続ける王火が王制の中心であり、有力な諸侯は王火から分けられた火を持ち、王が没したときには国内の全ての火が消されたという。ライオンは亡くなった王の魂が乗り移る神聖な動物とされ、王が参加する狩りを除いてライオンを殺すことは許されなかった。王国の首都には寺院が置かれ、mhondorosと呼ばれる精霊の仲介者によって管理され、mhondorosは口伝えによって歴代の国王の名前と事跡を記録する役目も担っていた。

## 文化
モノモタパ王国はグレート・ジンバブエ遺跡を建設したジンバブエ王国の石造建築の技術を継承し、ジンバブエ王国の後継国家の一つに挙げられることもある
。南部のジンバブエ王国が衰退したあとも、ジンバブエ王国の「石の家」建築は北東のモノモタパ王国で継承されていた。初期のモノモタパ王国の本拠地であるマゾウェ川・ルヤ川の産金地帯には、ジンバブエ王国と同じ様式の石造建築物の遺跡が存在する。モノモタパ王国の宮廷ではジンバブエの伝統文化は衰退していき、1620年頃に王国を訪れた宣教師の記録には家屋を取り囲む木の塀についての記述が現れる。
17世紀のモノモタパ王国の宮廷内ではヨーロッパ文化、キリスト教の影響が強まり、多くの王子がモザンビーク、インドに留学した。ドミニコ会士によって各地に教会が建立され、一部のアフリカの人間はキリスト教を受容する。しかし、ヨーロッパの文化や制度が定着することはほとんどなく、僅かに存在したポルトガル風文化も火器の使用、輸入奢侈品の愛好といった幾つかの例外を除いて18世紀のチャンガミレ戦争の後に払拭された。

## 経済
モノモタパ王国の宮廷は交易と徴税によって利潤を得ていた。王国の経済構造、集落の構成はジンバブエ王国と類似しており、大部分の人間は農耕と牧畜を組み合わせた生活を営み、季節によって家畜を高原から低地に移していた。王が個人的に所有する畑とウシを一定の期間世話をしなければならず、後の時代のショナ人はこの賦役をズンデと呼んだ。賦役によって得られた農産物は首長の一族、従者、客人に供されるほか、国王を通して救恤品として配布された。王は採掘や採取活動で得られる産物に税を課し、ライオンやヒョウの皮、ダチョウの羽根、象牙、金や銅などの奢侈品を蓄えた。だが、モノモタパ王国の徴税能力は限定されていたためにズンデなどの制度も国王の監視が行き届く範囲でのみ機能し、モノモタパ王国の下に位置する従属国には独自の租税制度が存在していたと考えられている。
1500年までにザンベジ川河口部の商業都市と中流域の銅の産出地帯、金の産地であるジンバブエ高原は通商路で結ばれ、ジンバブエの商人やイスラーム商人の取引の場となる定期市が各地で開かれていた。商人の安全は国王によって保障され、商取引には5%から15%の関税がかけられた。1535年にザンベジ川上流のセナ、セナからより内陸に進んだテテにポルトガルの商館が建てられる。1570年代までにモノモタパ王国には3か所のポルトガルの交易拠点（フェイラ）が設置され、国王は年一回の贈答品、マサパに駐在するポルトガル人の「諸門のキャピタン」が徴収した税を受け取った。ポルトガルとの取引では象牙が最も重要な商品であり、ほかに金、真珠、ゴム、ロウが扱われていた。
司馬江漢は、長崎に赴いた時の事を記した「西遊日記（1788年）」にて、「此黒坊と云は…ヤハ〔ジャワ〕嶋の者、或はアフリカ大州の中モノモウタアパと云処の熱国の産れなり」と、出島にオランダ人の召使いとして住んでいた東南アジア人やアフリカ人などの記録を残している。王国の住民の一部は、南蛮人の従者として日本にも渡ってきていたようである。

## オフィールと見なされたモノモタパ
ルネサンス後、『旧約聖書』中に登場するシバ王国の首都オフィールへの関心が高まり、ポルトガル人はアフリカの奥地にソロモン王の鉱山が存在するという情報をいくらかもたらした。モノモタパと呼ばれる王がオフィールを支配するといわれ、富と権力を有する王の伝説はプレスター・ジョン伝説や黄金郷エル・ドラードの伝説と同列に置かれていた。1560年に宣教師ゴンサーロ・ダ・シルヴェイラが訪れた当時のモノモタパ王国の首都はファロと呼ばれる山の上に位置しており、オフィールと似たファロという地名が伝説の信憑性を高める一因になったとも言われる。
オフィールが南アフリカのモノモタパ王国にあるという迷信は、16世紀のポルトガル人によるソファラの後背地の探検の動機の一つとなった。1514年からのアントニオ・フェルナンデスの探検を皮切りに、彼が持ち帰ったモノモタパの国やソロモン王の財宝の情報を手がかりに、多くの探検者がザンベジ川をさかのぼった。

## 翻訳元記事参考文献
- Bairoch, Paul (1991). Cities and economic development: from the dawn of history to the present. Chicago: university of Chicago Press. pp. 596. ISBN 0-226-03466-6
- Oliver, Roland & Anthony Atmore (1975). Medieval Africa 1250–1800. Cambridge: Cambridge University Press. pp. 738. ISBN 0-521-20413-5
- Owomoyela, Oyekan (2002). Culture and customs of Zimbabwe. Westport: Greenwood Publishing Group. pp. 163. ISBN 0-313-31583-3
- Stewart, John (1989). African States and Rulers. Jefferson: McFarland & Company, Inc.. pp. 395. ISBN 0-89950-390-X